# Чэн Фэй
Чэн Фэй (кит. упр. 程菲, пиньинь Chéng Fēi; род. 29 мая 1988, Хуанши, провинция Хубэй, КНР) — китайская гимнастка. На Олимпийских играх 2008 в Пекине завоевала золотую медаль в командном первенстве (в составе сборной КНР) и две бронзовые медали — в опорном прыжке и на бревне. Пятикратная чемпионка мира.